# Eutyfron
Eutyfron (gr. Εὐθύφρων, Euthýphrōn „prosto myślący”) – dialog greckiego filozofa Platona, zaliczany do wczesnego okresu jego twórczości. Treścią utworu jest fikcyjna rozmowa nauczyciela Platona, Sokratesa, z głęboko religijnym współobywatelem Eutyfronem, od którego nazwano dialog. Tematem jest pojęcie pobożności i jego związek z etyką.